# Sacramento (rzeka)

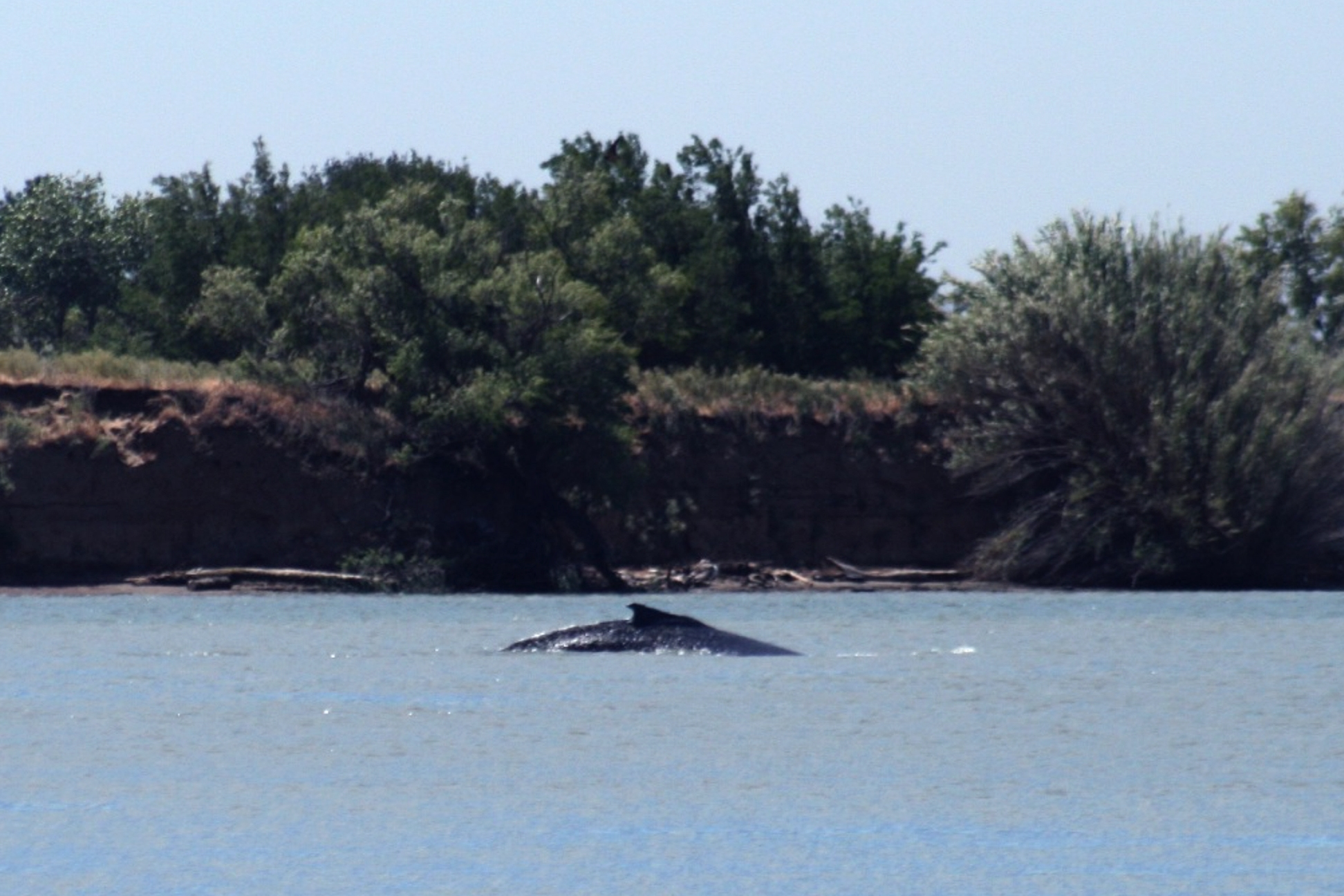
Rzeka Sacramento

Sacramento – rzeka w USA, w Kalifornii o długości 640 km, powierzchni dorzecza 153 000 km² oraz średnim przepływie 650 m³/s. Źródła rzeki znajdują się w górach Klamath, a uchodzi ona do zatoki San Francisco. Jednym z jej dopływów jest Feather River.
Rzeka Sacramento tworzy rozległą dolinę o tej samej nazwie. Jest wykorzystywana do nawadniania pól uprawnych oraz w energetyce. W 1945 roku otwarto zaporę Shasta oraz elektrownię o mocy 633 MW.
Jedyne większe miasto zlokalizowane nad rzeką to Sacramento.